# Brewstérite

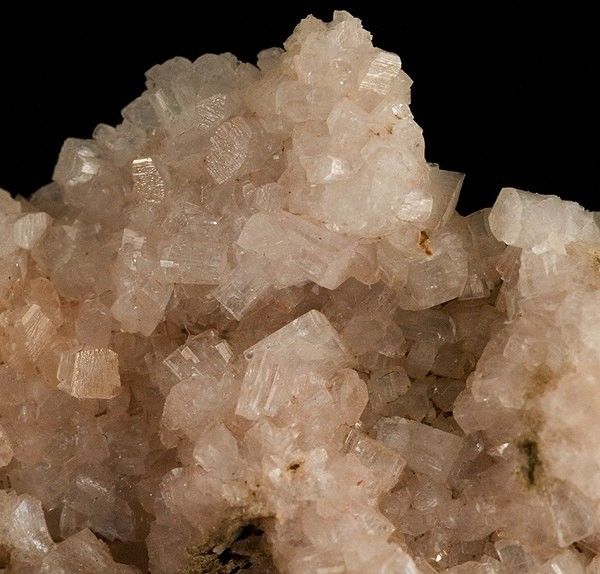
Brewstérite-Sr de Yellow Lake, Olalla, en Colombie-Britannique au Canada

Une brewstérite est un minéral faisant partie d'une série de tectosilicates du groupe des zéolithes. Avant 1997, la brewstérite était considérée comme une espèce minérale, mais la reclassification de 1997 par l'Association minéralogique internationale l'a requalifiée en « série » englobant les espèces minérales brewstérite-Sr et brewstérite-Ba. La brewsterite-Sr, la plus commune d'entre elles, est un silicate de strontium et d'aluminium hydraté de formule (Sr,Ba)2Al4Si12O32·10H2O et de masse molaire 1 330,04 uma. De petites quantités de baryum peuvent remplacer une partie du strontium. Le nom d'espèce approprié dépend de l'élément dominant. Les espèces sont visuellement impossibles à distinguer et le nom de série « brewstérite » est toujours utilisé tant que des tests ne sont pas effectués.
Elle est généralement considérée comme monoclinique, bien que des études optiques suggèrent qu'elle puisse être triclinique. Elle a un plan de clivage parfait. De couleur blanche, jaune-blanc ou grise et de dureté de 5 sur l'échelle de Mohs, elle est transparente à translucide et d'éclat vitreux. Les cristaux sont prismatiques. La brewsterite est isomorphe avec l'heulandite.
Elle porte le nom de Sir David Brewster (1781-1868) qui l'a décrite en 1822. La localité type de la série et de la brewstérite-Sr est Strontian, dans le comté d'Argyll, en Écosse.
C'est un minéral hydrothermal présent dans les roches volcaniques telles que le basalte. Des cristaux grisâtres se trouvent sur la Chaussée des Géants dans le comté d'Antrim. On la trouve en association avec l'harmotome dans les mines de plomb de Strontian. la base de données minéralogiques Mindat.org recense en 2024, 36 gisements dans le monde dont la plupart sont en Europe, dont 5 en France (3 dans le massif des Pyrénées, et 2 dans celui des Alpes).